# Sprzedaj mnie wiatrowi. Nagrania archiwalne z lat 1970–1973
Sprzedaj mnie wiatrowi. Nagrania archiwalne z lat 1970–1973 – album kompilacyjny zawierający komplet nagrań radiowych formacji Bemibek, a także dwa utwory zespołu Bemibem oraz jeden nagrany w TVP przez rodzeństwo Bemów z muzykami sesyjnymi. Płyta ukazała się nakładem wydawnictwa Kameleon Records w 2016 roku.
Bemibek to grupa, wykonująca muzykę z pogranicza jazzu, rocka i muzyki latynoskiej, prezentująca wysoki poziom wykonawczy wokalistów i instrumentalistów. Z dwudziestu dwóch utworów zamieszczonych na płycie kompaktowej tylko siedem ukazało się wcześniej na płytach, zaś piętnaście ukazało się dopiero na tym albumie.
Trzy nagrania z EP-ki wydanej w 1971 roku w mono przez wytwórnię Polskie Nagrania „Muza”, tutaj zaprezentowano w wersji stereo. Dodatkowo na krążku umieszczono dwa nagrania radiowe grupy Bemibem oraz jedno zarejestrowane w tym samym okresie przez Ewę Bem i Aleksandra Bema z muzykami sesyjnymi. 
Wszystkie nagrania zostały zremasterowane z radiowych taśm matek.

## Lista utworów[3][4]
1. „Sprzedaj mnie wiatrowi” (muz. Zbigniew Namysłowski – sł. Ryszard Marek Groński) – 3:25
2. „Dzień na szczęście” muz. Andrzej Ibek – sł. Jerzy Kleyny – 3:22
3. „Babulka” (muz. Aleksander Bem) – 3:29
4. „Narwańce polne” (muz. i sł. Aleksander Bem) – 2:51
5. „Gajor dziuni” (muz. Aleksander Bem – sł. Marek Skolarski) (wersja 1) – 5:31
6. „Light My Fire” (muz. i sł. The Doors) – 4:12
7. „Cul-de-Sac” (muz. Krzysztof Komeda) – 2:44
8. „Let It Be” (muz. i sł. John Lennon, Paul McCartney) – 3:44
9. „Panie co pan” (muz. i sł. Andrzej Ibek) – 1:49
10. „Słuchaj jak cię woła noc (Usypianie)” (muz. Andrzej Ibek – sł. Marek Dutkiewicz) – 3:19
11. „Call Me” (muz. i sł. Dwight Myers, Jean Claude Oliver, John David Jackson) – 2:27
12. „Gajor Dziuni” (muz. Andrzej Ibek) (wersja 2) – 4:13
13. „Wycieczka-ucieczka” (muz. Krzysztof Knittel – sł. Wojciech Młynarski) – 3:54
14. „I'll Never Fall in Love Again” (muz. Burt Bacharach – sł. Hal David) – 2:56
15. „With a Little Help from My Friends” (muz. i sł. John Lennon, Paul McCartney) – 2:52
16. „Nie bójmy się wiosny” (muz. Aleksander Bem – sł. Elżbieta Horbaczewska, Piotr Figiel) (wersja radiowa) – 3:23
17. „Oye Como Va” (muz. i sł. Tito Puente) – 4:41
18. „Kolorowe lato” (muz. Marek Bliziński – sł. Elżbieta Horbaczewska) (wersja radiowa) – 4:07
19. „Podaruj mi trochę słońca” (muz. Aleksander Bem – sł. Marek Dutkiewicz) (wersja radiowa) – 3:39
20. „Zawsze mamy siebie” (muz. Aleksander Bem – sł. Elżbieta Horbaczewska) (wersja radiowa) – 2:47
21. „Śnieżna samba” (muz. Mariusz Mroczkowski – sł. Elżbieta Horbaczewska) – 3:03
22. „Po co jechać do Werony” (muz. Mariusz Mroczkowski – sł. Wojciech Młynarski) (bonus) – 4:51

## Skład zespołu[3][4]

### Bemibek
- Ewa Bem – śpiew
- Andrzej Ibek – fortepian, śpiew, (1-19), flet (2-3)
- Marek Bliziński – gitara (4-19)
- Tadeusz Gogosz – gitara basowa (1-19)
- Aleksander Bem – perkusja, śpiew, instrumenty perkusyjne (5)
- Jarosław Bem – instrumenty perkusyjne (1-15, 17-19)

### Bemibem
- Ewa Bem – śpiew
- Tomasz Jaśkiewicz – gitara (20-21)
- Mariusz Mroczkowski – instrumenty klawiszowe, śpiew (20-21)
- Paweł Dąbrowski – gitara basowa (20-21)
- Aleksander Bem – perkusja, śpiew

## Gościnnie[5]
- Zbigniew Namysłowski – flet (4, 12)
- Jerzy Bartz – instrumenty perkusyjne (1-4, 6-21)
- Józef Gawrych – instrumenty perkusyjne (1, 3, 4, 6-10, 12-13, 16-21)

## Opracowanie[5]
- Redakcja, mastering, opracowanie graficzne – Paweł Nawara
- Koordynator projektu – Marek Trepko
- Zdjęcia – Marek Karewicz / East News, archiwum zespołu